# Briqueteries du Nord
Pour les articles homonymes, voir BDN.
Briqueteries du Nord (BDN) est une entreprise créée au début du XXe siècle par la fusion de plusieurs briqueteries.

## Histoire
La société des Briqueteries du Nord regroupe en 1912 plus de 10 usines ou carrières essentiellement sur Lille et ses environs. Il s’agit principalement de production de briques pleines cuites au four Hoffmann.
Les créateurs sont notamment Henri Bernard et André Coisne arrière-grands-parents des actuels dirigeants de l’entreprise : Gilles Bernard et Xavier d’Albissin.

## Référence
1. ↑  Historique de l'entreprise sur le site de l'entreprise